# 托恩圍城戰 (1703年)
大北方戰爭期間的托恩圍城戰發生於1703年5月至10月14日，起因於卡爾十二世親率瑞軍圍攻由馮·卡尼茲將軍（General von Kanitz）指揮的薩克森守軍。最終瑞軍在圍攻中取得了勝利，所有守軍都向對方投降。